# Список наград и номинаций серии фильмов «Крёстный отец»
«Крёстный отец» (англ. The Godfather) — трилогия американских криминальных фильмов снятая Фрэнсисом Фордом Копполой и основанная на одноимённом романе 1969 года италоамериканского писателя Марио Пьюзо. Фильмы рассказывают об италоамериканской мафиозной семьей Корлеоне, чей патриарх Вито становится крупной фигурой в американской организованной преступности. Его преемником становится его младший сын Майкл. Фильмы были распространены Paramount Pictures и выпущены в 1972, 1974 и 1990 годах. Серия добилась успеха в прокате: фильмы заработали от 430 до 517 миллионов долларов по всему миру. Многие считают «Крёстного отца» и «Крёстного отца 2» двумя величайшими фильмами всех времен. Трилогия получила множество наград, выиграв 9 из 28 номинаций на премию Оскар.

## Крёстный отец
| Награда                                | Категория                                               | Номинант(ы)                                     | Результат                     |
| -------------------------------------- | ------------------------------------------------------- | ----------------------------------------------- | ----------------------------- |
| 45-я премия «Оскар»                    | Лучший фильм                                            | Альберт С. Радди                                | Победа                        |
| 45-я премия «Оскар»                    | Лучшая режиссура                                        | Фрэнсис Форд Коппола                            | Номинация                     |
| 45-я премия «Оскар»                    | Лучший адаптированный сценарий                          | Марио Пьюзо и Фрэнсис Форд Коппола              | Победа                        |
| 45-я премия «Оскар»                    | Лучшая мужская роль                                     | Марлон Брандо                                   | Победа (отказался от награды) |
| 45-я премия «Оскар»                    | Лучшая мужская роль второго плана                       | Джеймс Каан                                     | Номинация                     |
| 45-я премия «Оскар»                    | Лучшая мужская роль второго плана                       | Роберт Дюваль                                   | Номинация                     |
| 45-я премия «Оскар»                    | Лучшая мужская роль второго плана                       | Аль Пачино                                      | Номинация                     |
| 45-я премия «Оскар»                    | Лучшая музыка к фильму                                  | Нино Рота                                       | Снят с номинации              |
| 45-я премия «Оскар»                    | Лучший монтаж                                           | Уильям Рейнольдс и Питер Зиннер                 | Номинация                     |
| 45-я премия «Оскар»                    | Лучший дизайн костюмов                                  | Анна Хилл Джонстоун                             | Номинация                     |
| 45-я премия «Оскар»                    | Лучший звук                                             | Бад Гренцбах, Ричард Портман и Кристофер Ньюман | Номинация                     |
| 26-я премия BAFTA                      | Лучшая мужская роль                                     | Марлон Брандо                                   | Номинация                     |
| 26-я премия BAFTA                      | Лучшая мужская роль второго плана                       | Роберт Дюваль                                   | Номинация                     |
| 26-я премия BAFTA                      | Самый многообещающий дебютант, исполнивший главную роль | Аль Пачино                                      | Номинация                     |
| 26-я премия BAFTA                      | Лучшая музыка к фильму                                  | Нино Рота                                       | Победа                        |
| 26-я премия BAFTA                      | Лучший дизайн костюмов                                  | Анна Хилл Джонстоун                             | Номинация                     |
| 25-я премия Гильдии режиссёров Америки | Лучшая режиссура — Художественный фильм                 | Фрэнсис Форд Коппола                            | Победа                        |
| 30-я премия «Золотой глобус»           | Лучший фильм — драма                                    | Лучший фильм — драма                            | Победа                        |
| 30-я премия «Золотой глобус»           | Лучшая режиссёрская работа                              | Фрэнсис Форд Коппола                            | Победа                        |
| 30-я премия «Золотой глобус»           | Лучший сценарий                                         | Марио Пьюзо и Фрэнсис Форд Коппола              | Победа                        |
| 30-я премия «Золотой глобус»           | Лучшая мужская роль — драма                             | Марлон Брандо                                   | Победа                        |
| 30-я премия «Золотой глобус»           | Лучшая мужская роль — драма                             | Аль Пачино                                      | Номинация                     |
| 30-я премия «Золотой глобус»           | Лучший актёр второго плана в кинофильме                 | Джеймс Каан                                     | Номинация                     |
| 30-я премия «Золотой глобус»           | Лучшая музыка к фильму                                  | Нино Рота                                       | Победа                        |
| 15-я премия «Грэмми»                   | Лучший оригинальный саундтрек к фильму или телешоу      | Нино Рота                                       | Победа                        |
| 25-я премия Гильдии сценаристов США    | Лучший адаптированный сценарий — драма                  | Марио Пьюзо и Фрэнсис Форд Коппола              | Победа                        |

## Крёстный отец 2
| Награда                                            | Категория                                               | Номинант(ы)                                        | Результат |
| -------------------------------------------------- | ------------------------------------------------------- | -------------------------------------------------- | --------- |
| 47-я премия «Оскар»                                | Лучший фильм                                            | Фрэнсис Форд Коппола, Грэй Фредериксон и Фред Роос | Победа    |
| 47-я премия «Оскар»                                | Лучшая режиссура                                        | Фрэнсис Форд Коппола                               | Победа    |
| 47-я премия «Оскар»                                | Лучший адаптированный сценарий                          | Фрэнсис Форд Коппола и Марио Пьюзо                 | Победа    |
| 47-я премия «Оскар»                                | Лучшая мужская роль                                     | Аль Пачино                                         | Номинация |
| 47-я премия «Оскар»                                | Лучшая мужская роль второго плана                       | Роберт Де Ниро                                     | Победа    |
| 47-я премия «Оскар»                                | Лучшая мужская роль второго плана                       | Майкл В. Гаццо                                     | Номинация |
| 47-я премия «Оскар»                                | Лучшая мужская роль второго плана                       | Ли Страсберг                                       | Номинация |
| 47-я премия «Оскар»                                | Лучшая женская роль второго плана                       | Талия Шайр                                         | Номинация |
| 47-я премия «Оскар»                                | Лучшая музыка к фильму                                  | Нино Рота и Кармайн Коппола                        | Победа    |
| 47-я премия «Оскар»                                | Лучшая работа художника-постановщика                    | Дин Тавуларис, Энджело Грэм и Джордж Нельсон       | Победа    |
| 47-я премия «Оскар»                                | Лучший дизайн костюмов                                  | Теадора Ван Ранкл                                  | Номинация |
| 29-я премия BAFTA                                  | Лучшая мужская роль                                     | Аль Пачино                                         | Победа    |
| 29-я премия BAFTA                                  | Самый многообещающий дебютант, исполнивший главную роль | Роберт Де Ниро                                     | Номинация |
| 29-я премия BAFTA                                  | Лучшая музыка к фильму                                  | Нино Рота                                          | Номинация |
| 29-я премия BAFTA                                  | Лучший монтаж                                           | Питер Зиннер, Бэрри Малкин и Ричард Маркс          | Номинация |
| 27-я премия Гильдии режиссёров Америки             | Лучшая режиссура — Художественный фильм                 | Фрэнсис Форд Коппола                               | Победа    |
| 32-я премия «Золотой глобус»                       | Лучший фильм — драма                                    | Лучший фильм — драма                               | Номинация |
| 32-я премия «Золотой глобус»                       | Лучшая режиссёрская работа                              | Фрэнсис Форд Коппола                               | Номинация |
| 32-я премия «Золотой глобус»                       | Лучший сценарий                                         | Фрэнсис Форд Коппола и Марио Пьюзо                 | Номинация |
| 32-я премия «Золотой глобус»                       | Лучшая мужская роль — драма                             | Аль Пачино                                         | Номинация |
| 32-я премия «Золотой глобус»                       | Лучший дебют актёра                                     | Ли Страсберг                                       | Номинация |
| 32-я премия «Золотой глобус»                       | Лучшая музыка к фильму                                  | Нино Рота                                          | Номинация |
| 9-я премия Национального общества кинокритиков США | Лучшая режиссура                                        | Фрэнсис Форд Коппола                               | Победа    |
| 27-я премия Гильдии сценаристов США                | Лучший адаптированный сценарий — драма                  | Фрэнсис Форд Коппола и Марио Пьюзо                 | Победа    |

## Крёстный отец 3
| Награда                                | Категория                               | Номинант(ы)                                                                | Результат |
| -------------------------------------- | --------------------------------------- | -------------------------------------------------------------------------- | --------- |
| 63-я премия «Оскар»                    | Лучший фильм                            | Фрэнсис Форд Коппола                                                       | Номинация |
| 63-я премия «Оскар»                    | Лучшая режиссура                        | Фрэнсис Форд Коппола                                                       | Номинация |
| 63-я премия «Оскар»                    | Лучшая мужская роль второго плана       | Энди Гарсиа                                                                | Номинация |
| 63-я премия «Оскар»                    | Лучшая работа художника-постановщика    | Дин Тавуларис и Гари Феттис                                                | Номинация |
| 63-я премия «Оскар»                    | Лучшая операторская работа              | Гордон Уиллис                                                              | Номинация |
| 63-я премия «Оскар»                    | Лучший монтаж                           | Бэрри Малкин, Лиза Фрухтман и Уолтер Мёрч                                  | Номинация |
| 63-я премия «Оскар»                    | Лучшая песня к фильму                   | «Promise Me You’ll Remember» (музыка: Кармайн Коппола; слова: Джон Беттис) | Номинация |
| 43-я премия Гильдии режиссёров Америки | Лучшая режиссура — Художественный фильм | Фрэнсис Форд Коппола                                                       | Номинация |
| 48-я премия «Золотой глобус»           | Лучший фильм — драма                    | Лучший фильм — драма                                                       | Номинация |
| 48-я премия «Золотой глобус»           | Лучшая режиссёрская работа              | Фрэнсис Форд Коппола                                                       | Номинация |
| 48-я премия «Золотой глобус»           | Лучший сценарий                         | Фрэнсис Форд Коппола и Марио Пьюзо                                         | Номинация |
| 48-я премия «Золотой глобус»           | Лучшая мужская роль — драма             | Аль Пачино                                                                 | Номинация |
| 48-я премия «Золотой глобус»           | Лучший актёр второго плана в кинофильме | Энди Гарсиа                                                                | Номинация |
| 48-я премия «Золотой глобус»           | Лучшая музыка к фильму                  | Кармайн Коппола                                                            | Номинация |
| 48-я премия «Золотой глобус»           | Лучшая песня                            | «Promise Me You’ll Remember» (музыка: Кармайн Коппола; слова: Джон Беттис) | Номинация |
| 11-я премия «Золотая малина»           | Худшая женская роль второго плана       | София Коппола                                                              | Победа    |
| 11-я премия «Золотая малина»           | Худшая новая звезда                     | София Коппола                                                              | Победа    |

## Заметки
1. ↑  Марлон Брандо отказался от присуждённого ему «Оскара». На церемонии вручения он отправил на сцену вместо себя Сашин Лёгкое Перо, представительницу индейского племени апачи, которая тоже не приняла премию. Таким образом актёр хотел высказать протест против дискриминации коренного населения Америки Самые откровенные и нелепые эпизоды «Оскара». — фрагмент церемонии награждения. Дата обращения: 19 марта 2009. Архивировано 17 февраля 2012 года.
2. ↑  Аль Пачино бойкотировал церемонию награждения, выразив недоумение, почему он был номинирован в категории «лучший актёр второго плана», тогда как его коллега по фильму Марлон Брандо, имеющий гораздо меньше экранного времени, был номинирован в категории «лучший актёр главной роли»
3. ↑  Данная номинация была снята после того, как выяснилось, что одна из музыкальных тем саундтрека ранее звучала в итальянской картине 1958 года «Фортунелла». Было проведено повторное голосование, и в результате пятым номинантом в данной категории стал Джон Эддисон за саундтрек к фильму «Игра на вылет»
4. ↑  Также за «Ночных пришельцев»
5. ↑  Также за «Собачий полдень»